# 麦克莱兰维尔
麦克莱兰维尔是美国南卡罗来纳州下属的一座城市。其面积大约为4.42平方英里（11.45平方公里）。根据2010年美国人口普查，该市有人口499人，人口密度约为每平方 英里112.87人（约合每平方公里43.58人）。